# Pizzale
Pizzale – miejscowość i gmina we Włoszech, w regionie Lombardia, w prowincji Pawia.
Według danych na rok 2004 gminę zamieszkiwało 640 osób, 91,4 os./km².